# ジャン＝ピエール・ンサム
ジャン＝ピエール・ンサム（フランス語: Jean-Pierre Nsame、1993年5月1日 - ）は、カメルーン・ドゥアラ出身のサッカー選手。レギア・ワルシャワ所属。カメルーン代表。ポジションはFW。

## 経歴

### クラブ
アンジェの下部組織出身。2012年4月にリーグ・ドゥに所属するトップチームでプロ初出場を記録した。その後、カルクフー、アミアンに期限付き移籍した。2015-16シーズン終了後に放出された。
2016年7月にフットボールリーグ1のウォルソールのトライアルに参加し、練習試合にも出場したが契約には辿り着かなかった.。
2016年8月23日にスイス・チャレンジリーグのセルヴェットと契約。23得点をあげて得点王に輝いた上に、クラブも3位で昇格した。
2017年7月、2部で得点王に輝いた彼には多数のクラブから関心を寄せられたが、スイス・スーパーリーグのヤングボーイズに移籍が決まった。移籍後初シーズンにクラブは32年ぶりの優勝を記録した。その優勝を決めたのは4月28日の試合で、彼はこの試合で89分に決勝点を叩き込んでいる。翌シーズンも15得点をあげて連覇に貢献した。2019年9月14日のスイス・カップでは自身初となるハットトリックを記録し11-2の大勝。同月19日にはUEFAヨーロッパリーグ 2019-20 グループリーグのポルト戦で得点を記録し、UEFA主催試合初得点も記録した。11月24日にもハットトリックを記録したが、相手のパイティム・カサミもハットトリックを記録したため、辛勝であった。2019-20シーズンは32試合32得点の大活躍で得点王に輝き、リーグは3連覇目、カップも制したためにダブルとなった。
2022年1月31日、ヴェネツィアに買取オプション付きのレンタル移籍。
2024年1月24日、コモ1907に2年契約で移籍した。
2024年6月19日、ポーランドのレギア・ワルシャワに買い取りオプション付きの1年間の期限付き移籍で加入した。

### 代表
FIFAコンフェデレーションズカップ2017に臨むカメルーン代表選考メンバー30人に入ったが、本戦参加メンバーからは漏れた。同年9月4日に行われた2018 FIFAワールドカップ・アフリカ3次予選・ナイジェリア代表戦で代表初出場を記録した。

## 私生活
姓はNsameであって、Nsaméではない。

## 代表歴

### 出場大会
- カメルーン代表
  - 2022 FIFAワールドカップ

### 試合数
- 国際Aマッチ 4試合 0得点（2017年-2022年）[17]

| カメルーン代表 | 国際Aマッチ | 国際Aマッチ |
| 年             | 出場        | 得点        |
| -------------- | ----------- | ----------- |
| 2017           | 1           | 0           |
| 2018           | 0           | 0           |
| 2019           | 1           | 0           |
| 2020           | 0           | 0           |
| 2021           | 0           | 0           |
| 2022           | 2           | 0           |
| 通算           | 4           | 0           |

## タイトル
ヤングボーイズ
- スイス・スーパーリーグ: 2017-18, 2018-19, 2019-20, 2020-21, 2022-23
- スイス・カップ: 2019-20, 2022-23